# Radim Kučera
Radim Kučera (Valašské Meziříčí, 1 de março de 1974) é um ex-futebolista e treinador de futebol tcheco que atuava como zagueiro.

## Carreira
Entre 1992 e 1998, Kučera jogou em 3 clubes de pouca expressão (Dukla Hranice, VP Frýdek-Místek e Kaučuk Opava), quando no último ano foi contratado pelo Sigma Olomouc, onde chegou a ser capitão do clube. Na primeira passagem pelos Hanáci, foram 192 jogos e 22 gols.
Também teve passagem destacada no Arminia Bielefeld, onde chegou em agosto de 2005
atuando com outros 2 atletas do seu país, Petr Gabriel e David Kobylík, seu ex-companheiro de Sigma por 6 anos (1999-02 e 2004-05). Kutsche encerrou a carreira em 2012, aos 38 anos, sem nenhuma convocação para a Seleção Tcheca.

## Treinador
Com a carreira encerrada, Kučera virou treinador do time B do Sigma Olomouc, onde permaneceu até 2014. Foi ainda auxiliar-técnico do Kaučuk Opava durante uma temporada antes de voltar a comandar clubes em 2015, quando assinou com o 1. SC Znojmo.
Em junho de 2017, foi contratado pelo Baník Ostrava, substituindo Vlastimil Petržela.